# Epimetheus (vệ tinh)
Epimetheus là một vệ tinh bên trong của Sao Thổ. Nó cũng được biết tới là Saturn XI. Nó được đặt tên theo vị thần Epimetheus trong thần thoại, anh em của Prometheus.

## Phát hiện

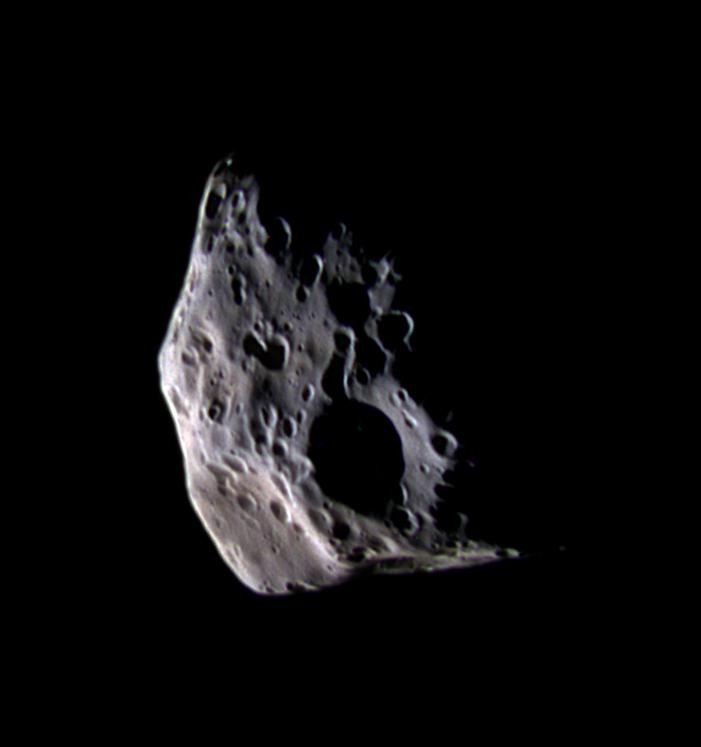
Epimetheus

Epimetheus về cơ bản có chung một quỹ đạo với vệ tinh Janus. Các nhà khoa học đã cho rằng chỉ có một thiên thể trong quỹ đạo đó (họ không thể tin được rằng hai vệ tinh lại có thể chia sẻ chung một quỹ đạo gần như tương đồng mà không va chạm với nhau), và theo đó đã có những khó khăn trong việc xác định đặc điểm quỹ đạo của chúng. Các quan sát thời đó chủ yếu là ảnh chụp và cách xa nhau về mặt thời gian, vậy nên mặc dù sự xuất hiện của hai thiên thể thì không rõ ràng nhưng các quan sát này rất khó để có thể dung hòa với một quỹ đạo hợp lý.
Audouin Dollfus quan sát một vệ tinh vào ngày 15 tháng 12 năm 1966, và ông đề xuất cái tên "Janus" cho nó. Vào 18 tháng 12, Richard Walker cũng có một quan sát tương tự mà giờ được cho là sự kiện khám phá ra vệ tinh Epimetheus. Tuy nhiên, vào thời điểm đó, các nhà khoa học tin rằng đó chỉ là một vệ tinh duy nhất, được biết đến chưa chính thức là "Janus", ở trong quỹ đạo đó.
Mười hai năm sau, vào tháng 10 năm 1978, Stephen M. Larson và John W. Fountain nhận ra rằng những quan sát vào năm 1966 có thể được giải thích một cách tốt nhất bởi hai vật thể tách biệt (vệ tinh Janus và vệ tinh Epimetheus) có cùng một quỹ đạo rất giống nhau. Điều này được xác nhận vào năm 1980 bởi tàu Voyager 1, và do đó Larson và Fountain chính thức chia sẻ việc phát hiện vệ tinh Epimetheus cùng với Walker.
Vệ tinh Epimetheus được chính thức đặt tên vào năm 1983. Cái tên Janus được IAU chấp thuận vào cùng thời điểm, mặc dù cái tên này đã được sử dụng không chính thức kể từ khi Dollfus đề nghị nó không lâu sau sự kiện phát hiện nó vào năm 1966.

## Quỹ đạo

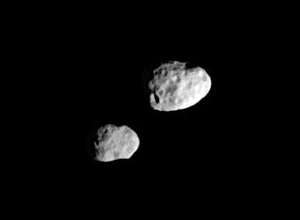
Epimetheus (thấp hơn ở bên trái) và Janus (bên phải) vào ngày 20 tháng 3 năm 2006, hai tháng sau khi đổi quỹ đạo. Hai vệ tinh này xuất hiện gần nhau chỉ bởi vì phối cảnh; thực tế, vệ tinh Janus xa tàu Cassini hơn khoảng 40,000 km so với Epimetheus.

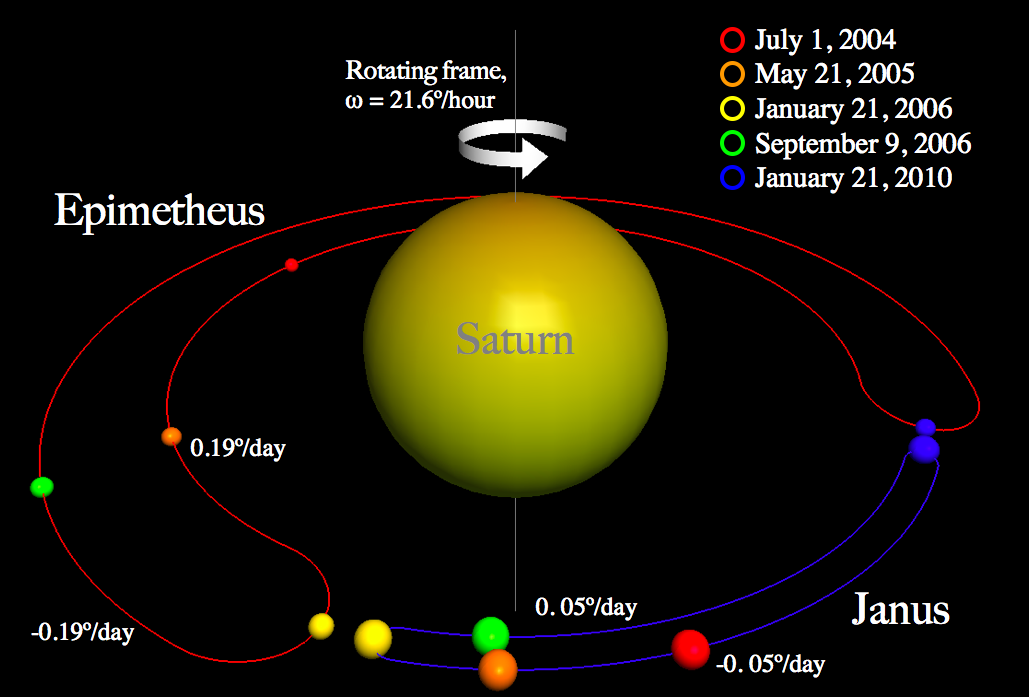
Mô tả hệ quy chiếu quay của quỹ đạo móng ngựa của vệ tinh Janus và Epimetheus

Quỹ đạo của vệ tinh Epimetheus thì có chung quỹ đạo với của vệ tinh Janus. Bán trục lớn của vệ tinh Janus từ Sao Thổ là, vào năm 2006 (được biểu thị bằng màu xanh lá ở trong ảnh), chỉ ít hơn của vệ tinh Epimetheus 50 km, một khoảng cách nhỏ hơn cả bán kính trung bình của cả hai vệ tinh. Theo những định luật của Kepler về chuyển động thiên thể, quỹ đạo gần hơn thì sẽ được hoàn thành nhanh hơn. Bởi vì sự khác biệt nhỏ nên nó được hoàn thành chỉ sớm hơn 30 giây. Mỗi ngày, vệ tinh bên trong lại xa ra khỏi Sao Thổ thêm 0.25° so với vệ tinh bên ngoài. Khi vệ tinh bên trong bắt kịp được với vệ tinh bên ngoài, lực hấp dẫn lẫn nhau của chúng làm tăng động lượng của vệ tinh bên trong và làm giảm động lượng của vệ tinh bên ngoài. Động lượng thêm vào này nghĩa là khoảng cách của vệ tinh bên trong tới Sao Thổ và chu kỳ quỹ đạo của nó sẽ tăng lên, và của vệ tinh bên ngoài sẽ giảm đi. Các vệ tinh này trên thực tế sẽ đổi quỹ đạo cho nhau, không bao giờ tiếp cận gần hơn 10,000 km. Cứ mỗi lần gặp nhau, bán kính quỹ đạo của vệ tinh Janus thay đổi ~20 km và của vệ tinh Epimetheus là ~80 km: quỹ đạo của vệ tinh Janus ít bị ảnh hưởng hơn bởi vì nó lớn hơn vệ tinh Epimetheus gấp bốn lần. Sự hoán đổi này diễn ra gần như cứ bốn năm một lần; lần tiếp cận gần cuối cùng diễn ra vào tháng 1 năm 2006, 2010 và 2014, và tiếp theo sẽ là vào năm 2018. Đây là trường hợp duy nhất được biết tới có dạng quỹ đạo này trong Hệ Mặt Trời.

## Đặc điểm vật lý
Có một vài hố va chạm trên vệ tinh Epimetheus có đường kính lớn hơn 30 km, có cả những chóp nhọn và rãnh khe. Sự va chạm rộng lớn này cho thấy rằng vệ tinh Epimetheus có lẽ đã khá già. Vệ tinh Janus và Epimetheus có lẽ đã hình thành từ một vụ vỡ vụn của một thiên thể duy nhất để hình thành các vệ tinh có cùng quỹ đạo, nhưng nếu vậy thì vụ vỡ vụn này hẳn phải diễn ra sớm trong lịch sử của hệ thống vệ tinh. Với khối lượng riêng rất thấp và suất phản chiếu khá cao, có vẻ như vệ tinh Epimetheus là một thiên thể băng rất rỗng. Tuy nhiên, có rất nhiều sự không chắc chắn trong những giá trị này, và do đó nó vẫn cần được xác nhận.
Cực nam cho thấy thứ có thể là những gì còn lại của một vụ va chạm cực lớn bao phủ phần lớn bề mặt vệ tinh này, và điều này có thể chịu trách nhiệm cho hình dạng khá là bẹt của mảng phía nam của vệ tinh Epimetheus.
Có vẻ như có hai dạng địa hình: những khu vực phẳng và tối hơn, và địa hình đứt gãy, hơi có màu vàng hơn và sáng hơn. Một lời lý giải cho hiện tượng này là các vật chất tối hơn hiển nhiên đã trượt xuống các sườn dốc, và hẳn có lượng băng thấp hơn những vật chất sáng hơn, mà có vẻ như là "đá nền". Dù sao thì, vật chất ở cả hai địa hình đều có khả năng giàu nước đá.

## Vành đai
Một vành đai bụi mờ hiện hữu quanh khu vực tồn tại quỹ đạo của vệ tinh Janus và Epimetheus, như đã được thấy trong các bức ảnh được chụp dưới ảnh sáng tán xạ thẳng bởi tàu vũ trụ Cassini vào năm 2006. Vành đai có độ rộng vào khoảng 5000 km. Nguồn của nó là các hạt bị thổi bay khỏi bề mặt bởi các va chạm thiên thể, sau đó tạo thành một vành đai khuếch tán quanh đường đi quỹ đạo của nó.

## Hình ảnh

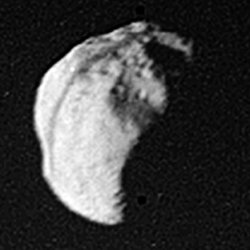
Epimetheus đi qua cái bóng của Vành F, được chụp bởi tàu Voyager 1 (NASA)
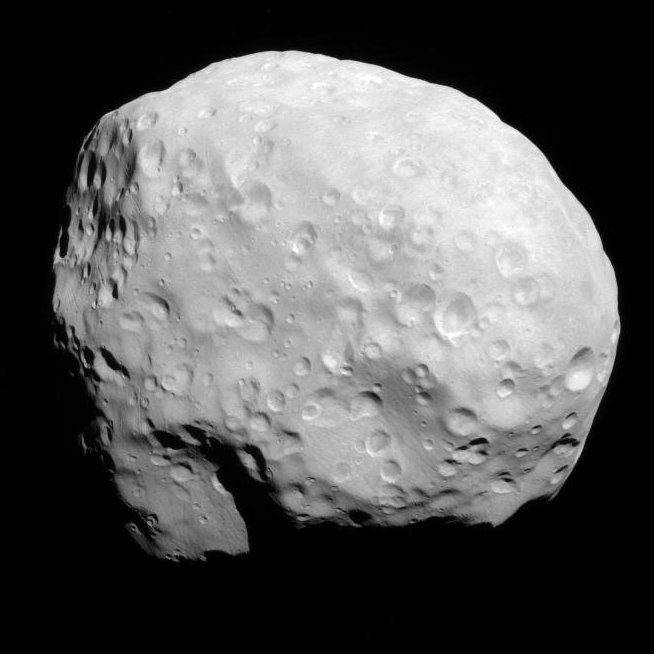
Epimetheus - bay ngang qua (6 tháng 12 năm 2015)